# 查尔斯·斯图尔特 (动物学家)

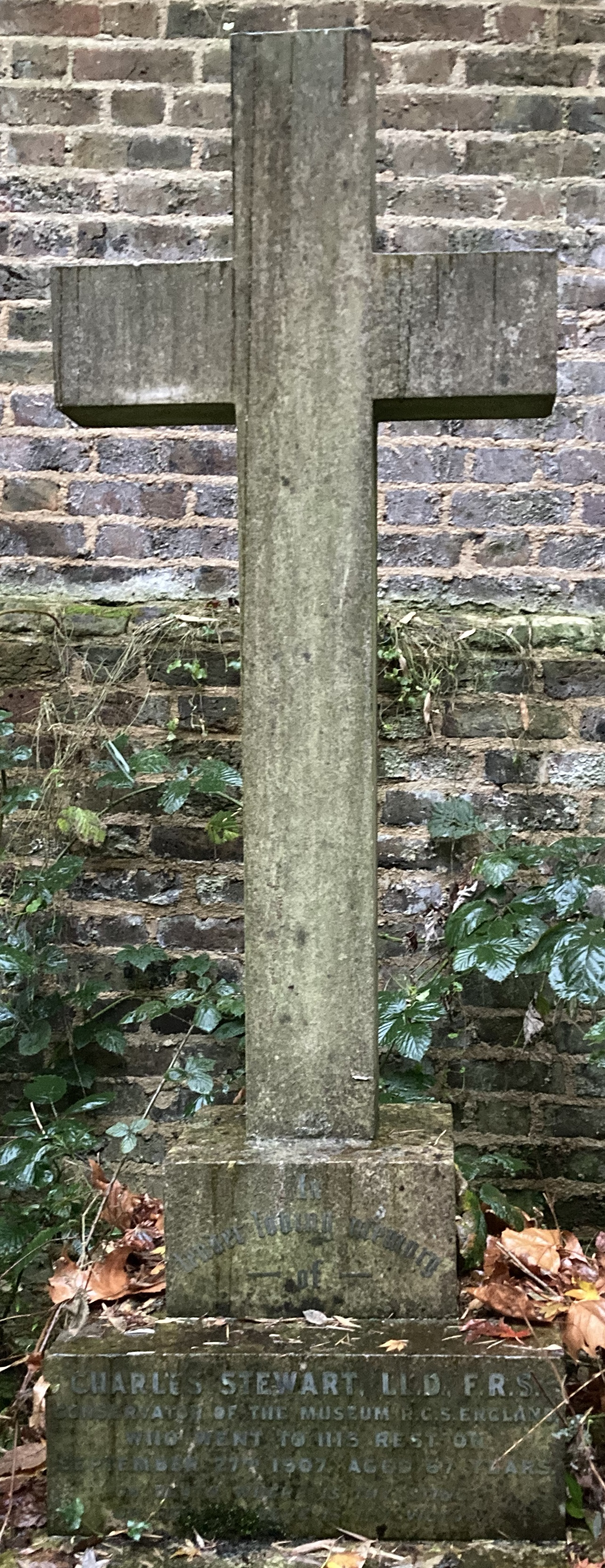
查尔斯·斯图尔特在海格特公墓的墓碑

查尔斯·斯图尔特（英語：Charles Stewart，1840年5月18日—1907年9月27日）是一位英格兰动物学家和比較解剖學家，1896年当选皇家学会会士，1890年至1894年间任倫敦林奈學會会长，1894年至1897年间任富勒生理学教授。